# Юрген, Арвид
А́рвид Ю́рген (латыш. Arvīds Jurgens; 27 мая 1905, Рига — 17 декабря 1955, Монреаль) — латвийский футболист, хоккеист (хоккей с шайбой и хоккей с мячом) и баскетболист; в составе сборной Латвии по футболу участник летней Олимпиады-1924, в составе сборной Латвии по хоккею с шайбой участник зимней Олимпиады-1936.

## Карьера футболиста
Юрген играл на позиции футбольного вратаря и дебютировал в составе клуба «JKS» в 1921 году, выиграв в 1922 году в его составе серебряные медали первенства Риги (при этом он уступал место в воротах Херманису Салтупсу. В 1923 году перешёл в клуб «Ригас ФК», который позже стал флагманом латвийского футбола. В 1924—1926 годах трижды выигрывал чемпиона Латвии и дважды Кубок Риги. С 1924 по 1935 годы провёл 38 матчей за национальную сборную Латвии, перебив в два раза рекорд Харийса Лаздиньша из лиепайской «Олимпии». В составе латвийской команды числился на Олимпиаде в Париже в 1924 году.
В 1927 году Юрген стал одним из инициаторов образования клуба «Рига Вандерер», поскольку произошёл инцидент: в связи с серией выступлений за разные спортивные команды Юргенса даже задерживала полиция. Вместе с группой игроков — Владимиром Пладе, Чеславом Станчиком и Александром Абрамсом — перешёл в «Вандерер», в составе которого играл два года. В сезоне 1928/1929 перешёл играть в венскую «Аустрию», став первым латвийским футбольным легионером. В 1932 году стал игроком клуба АСК, выиграв в его составе своё 4-е чемпионство Латвии.
Завершив карьеру в сезоне 1937/1938, Юрген стал футбольным судьёй. После Второй мировой войны он судил матчи в Германии и Канаде, где и проживал.

## Другие виды спорта
Юрген играл также в хоккей с шайбой и хоккей с мячом. В составе рижского клуба АСК он выиграл пять титулов чемпиона страны по хоккею с шайбой с 1932 по 1937 годы, в составе сборной Латвии играл на Олимпиаде-1936 года в Германии, выступая при этом на позиции нападающего, а не вратаря. В 1925 году в составе клуба «Ригас» выиграл титул чемпиона Латвии по баскетболу.

## Достижения

### Футбол
- Чемпион Латвии: 1924, 1925, 1926, 1932
- Победитель Кубка Риги: 1924, 1925
- Победитель Балтийского Кубка (сборная Латвии): 1928

### Хоккей с шайбой
- Чемпион Латвии: 1933, 1934, 1935, 1936, 1937

### Баскетбол
- Чемпион Латвии: 1925